# 平塚哲二
平塚 哲二（ひらつか てつじ、1971年11月6日 - ）は、京都府出身のプロゴルファー。
2003年は賞金ランキング2位の実績を残し、2006年も賞金ランキング6位となった。龍谷大学付属平安高等学校、日本体育大学体育学部卒業。

## 略歴
- 1994年 - プロテスト合格。
- 1998年 - 日本オープンゴルフでプロツアー初参加。
- 2000年 - 初の翌年シード権を獲得。
- 2003年 - ゴルフ日本シリーズ・JTカップでツアー初優勝を果たす。
- 2008年6月 - 名古屋にある、サンシャイン栄内に自身のプロデュースしたカジュアルレストラン「GOLUXE」（ゴルックス）をオープン。

## 優勝歴
日本ツアー
- ゴルフ日本シリーズJTカップ（2003年）
- 三菱ダイヤモンドカップゴルフ（2004年・2007年）
- ウッドワンオープン広島（2006年）
- 中日クラウンズ（2009年）
- アジアパシフィック パナソニックオープン[1]（2011年）

アジアンツアー
- ミャンマーオープン、クイーンズカップ、ブラックマウンテンマスターズ（2010年）

その他
- 京都・滋賀オープン（1996年・1997年・1998年・2001年・2008年）
- 北陸オープン（2003年・2010年）